# Zygmunt Oskierko

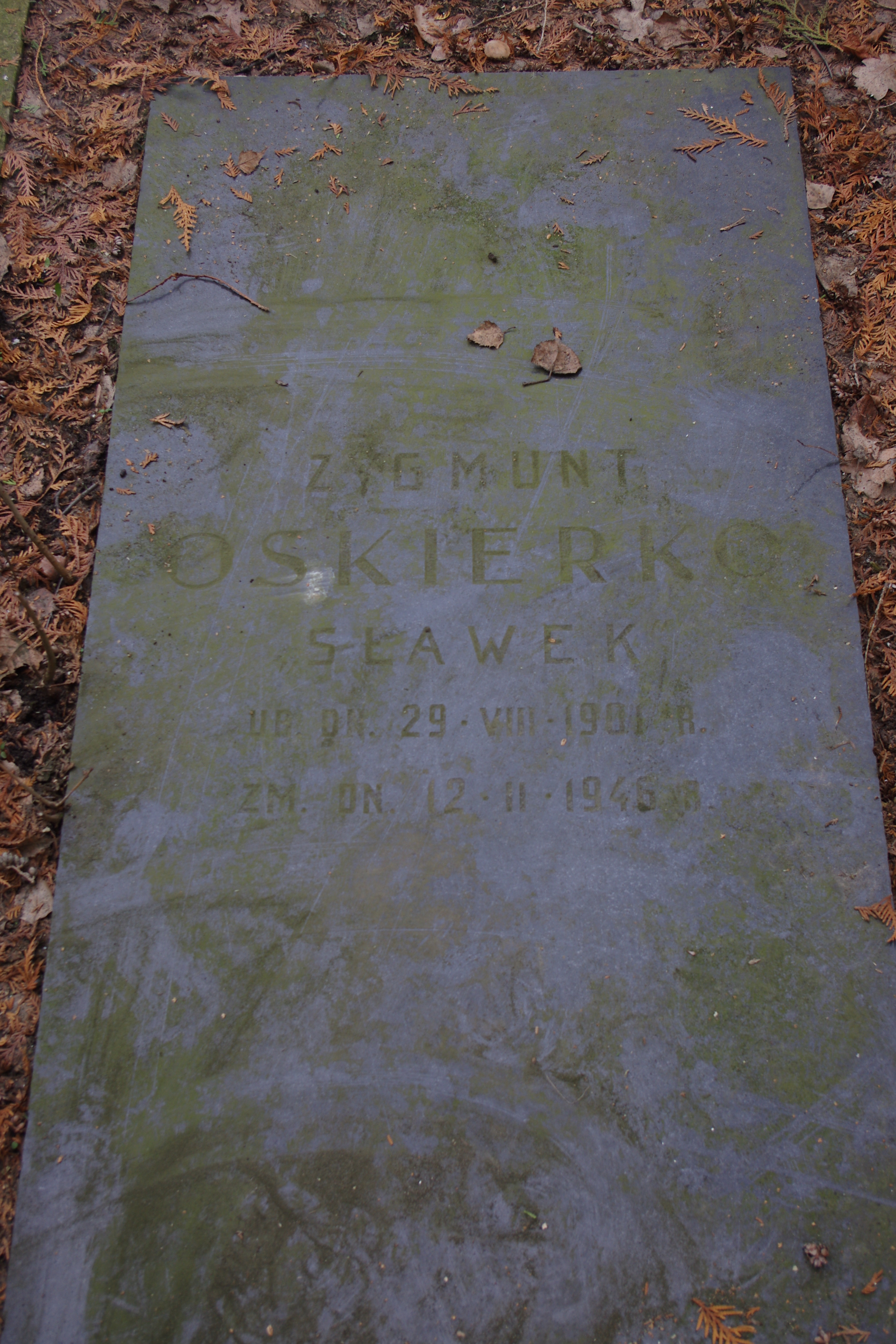
Grób działacza komunistycznego Zygmunta Oskierko na Cmentarzu Wojskowym na Powązkach w Warszawie

Zygmunt Oskierko (właśc. Jakub Erlich), ps. „Jerzy Kamiński”, „Sławek”, „Z. Ostry”, „Tadeusz Winter” (ur. 29 sierpnia 1901 w Warszawie, zm. 12 lutego 1946 w Kudowie) – publicysta, działacz komunistyczny.

## Życiorys
Pochodził z żydowskiej rodziny inteligenckiej; był synem Szymona i Heleny z Franków. W grudniu 1918 wstąpił do nowo powstałej KPP i brał udział w pracach Biura Komitetu Wykonawczego Warszawskiej Rady Delegatów Robotniczych. W czerwcu 1920 uzyskał maturę w Gimnazjum im. Tadeusza Reytana w Warszawie. Od 1920 był referentem w Biurze Prasowym Ministerstwa Wyznań Religijnych i Oświecenia Publicznego. Jednocześnie uczestniczył w kursie archiwoznawstwa i bibliografii, a w listopadzie 1921 podjął studia na Wydziale Prawa i Nauk Politycznych UW, gdzie działał w ZNMS „Życie”. Współautor wydanej przez ten związek „Jednodniówki” i Deklaracji Idei Stowarzyszeń Akademickich Niezależnej Młodzieży Ludowej. Publikował w pismach: „Na Przełomie”, „Kulturze Robotniczej”, „Nowej Kulturze” i „Trybunie Robotniczej”. W styczniu 1925 został na pół roku aresztowany. Następnie pracował w Sekretariacie Klubu Komunistycznej Frakcji Poselskiej.
W 1926 zredagował i wydał jednodniówkę „Amnestia dla więźniów politycznych”, napisał broszurę „Marcin Kasprzak” i został członkiem kolegium redakcyjnego biuletynu Międzypartyjnego Sekretariatu dla Walki o Amnestię dla Więźniów Politycznych „Amnestia”. W 1927 był współzałożycielem (z Janem Hemplem) dwutygodnika „Nowiny”. 1928–1930 i w 1931 więziony za działalność komunistyczną. Podczas przerwy w odbywaniu kary pracował w Centralnej Redakcji KPP i współredagował w Krakowie „Przegląd Społeczny”. W 1931 był starostą komuny więziennej. Po zwolnieniu był jednym z czołowych publicystów „Myśli Społecznej”. 1934–1935 w Moskwie był pracownikiem naukowym Instytutu Światowej Gospodarki i Światowej Polityki i kierownikiem działu w Instytucie Bibliograficznym Rosyjskiej FSRR. 1935–1940 więziony w łagrze na Kołymie. W 1945 pracował krótko w redakcji „Nowych Widnokręgów” i „Nowej Polski”, a jesienią wrócił do kraju. Mianowany przez KC PPR członkiem kolegium redakcyjnego „Trybuny Wolności”, nie objął stanowiska z powodu choroby. 
Zmarł w sanatorium w Kudowie. Pochowany na Cmentarzu Wojskowym na Powązkach w Warszawie (kwatera A6-2-11).